# متحف جازان الإقليمي
متحف جازان الإقليمي هو متحف يقع في مدينة جازان في السعودية، على أرض مساحتها 10,000 متر مربع يعرض المتحف تاريخ جازان القديم والحديث، ويحتوي المتحف على عدة معارض تخصص كل واحدة منها لحقبة زمينة محددة.

## التأسيس
تم إنشاء المتحف في عام 1983، ويضم العديد من آثار المنطقة وحضارتها وماضيها، حيث تتراوح تلك الآثار ما بين الآثار الجبلية والبرية والسهلية.

## المحتويات
يحتوي المتحف على الحجر الأبيض الكبير، الذي يعود تاريخه إلى عام 1311، وتم العثور عليه في قرية حاكمة أبو عريش، والحجر البني، الذي يعود تاريخه إلى عام 1662، وكذلك الحجر الصغير، الذي يعود تاريخه إلى عام 1708، ويحتوي على آيات قرآنية.
كذلك يحتوي المتحف على مدفع أثري قديم، وعملات معدنية قديمة تعود لمئات السنين. كما يشتمل المتحف على قسم للأدوات التراثية في المنطقة، ومنها تراث القطاع الجبلي، بالإضافة الى المباني والمعالم الأثرية في محافظة فرسان، ومنها قصر الرفاعي والمساجد الموجودة بالمحافظة.